# Livio Wenger
Livio Wenger (Lucerna, 20 de enero de 1993) es un deportista suizo que compite en patinaje de velocidad, en las modalidades sobre hielo y en línea.
Ganó una medalla de bronce en el Campeonato Mundial de Patinaje de Velocidad sobre Hielo en Distancia Individual de 2024 y dos medallas en el Campeonato Europeo de Patinaje de Velocidad sobre Hielo en Distancia Individual, plata en 2022 y bronce en 2020.
Además, en patinaje de velocidad sobre patines en línea consiguió tres medallas en los Juegos Mundiales, en los años 2017 y 2025.
Participó en dos Juegos Olímpicos de Invierno, ocupando el cuarto lugar en Pyeongchang 2018 y el séptimo en Pekín 2022, en la prueba de salida en grupo.

## Palmarés internacional
| Campeonato Mundial en Distancia Individual | Campeonato Mundial en Distancia Individual | Campeonato Mundial en Distancia Individual | Campeonato Mundial en Distancia Individual |
| Año                                        | Lugar                                      | Medalla                                    | Prueba                                     |
| ------------------------------------------ | ------------------------------------------ | ------------------------------------------ | ------------------------------------------ |
| 2024                                       | Calgary (Canadá)                           | Medalla de bronce                          | Salida en grupo                            |
| Campeonato Europeo en Distancia Individual |                                            |                                            |                                            |
| Año                                        | Lugar                                      | Medalla                                    | Prueba                                     |
| 2020                                       | Heerenveen (Países Bajos)                  | Medalla de bronce                          | Persecución por equipos                    |
| 2022                                       | Heerenveen (Países Bajos)                  | Medalla de plata                           | Salida en grupo                            |